# Pető Péter
Pető Péter (Hatvan, 1984. augusztus 9. – ) magyar újságíró, 2019-től a 24.hu főszerkesztője, politikai elemző, korábbi labdarúgó-játékvezető.

## Életpályája
Újságírói karrierjét gyakornokként kezdte a Népszabadságnál, 2015. augusztus 18-tól a lap bezárásáig, 2016 októberéig a lap egyik főszerkesztő-helyettese.
2017 februárjától a 24.hu felelős szerkesztője, majd főszerkesztő-helyettese, 2019. augusztus 1-jétől főszerkesztője.

### Labdarúgó-játékvezetőként
A játékvezetői vizsgát 1998-ban tette le. A gyorsan és szépen ívelő játékvezetői karrier – megyei osztályok, NB III – csúcsaként 2006-ban már az országos kerettagok között tartották nyilván. Az NB II-ben 30 alkalommal fújta a sípot bajnoki meccsen, az NB I-ben pedig tartalék játékvezetőként szerepelt 11 mérkőzésen. A talent csoport tagjaként több gyenge teljesítményt nyújtott, ezért felajánlották részére az asszisztensi feladatok végzésének lehetőségét, de ezzel, több társával ellentétben nem élt. A búcsúmeccset a Diósgyőr–Bőcs (5-0) Ligakupa-mérkőzés jelentette, Fehér Gyula és Varga László asszisztálása mellett.

## Művei
- Leshatár. Világvégi futballpályákon (Kalligram, Budapest, 2017) ISBN 9789634680154
- Top 10-es történelmi slágerlisták (Napvilág, 2017) Csunderlik Péterrel közösen. ISBN 9789633384169
- Félúton. Ázsiából igazságról, elefántról, baloldalról, technológiáról, pillanatmigránsokról (Kalligram, Budapest, 2019)[6] ISBN 9789634681267
- Újabb Top-10-es történelmi slágerlisták (Napvilág, Budapest, 2019), Csunderlik Péterrel közösen. ISBN 9789633380512
- Lesgól – Az Orbán-rendszer sportpolitikája (Noran Libro, Budapest, 2020) ISBN 9789635170920
- #halálka. Hír, regény (Kalligram, Budapest, 2020) ISBN 9789634681618
- Gyilkos lájkok. Manipuláció, nyilvánosság, újságírás a Facebook és Orbán Viktor korában; Noran Libro, Budapest, 2021 (Progress könyvek) ISBN 9789635173310
- Olyan gyönyörű ez a szöveg, hogy csak pucéran olvasom. Regény; Kalligram, Budapest, 2023
- A futball soha nem érhet véget; Central Médiacsoport Zrt., Budapest, 2024

## Díjai, elismerései
- Junior Prima díj (2010) – magyar sajtó kategória[7]
- Népszabadság-díj (2010)[8][9]
- Minőségi Újságírásért díj (2011)[10]
- Németh Gyula-díj (2011)
- Freész Károly-díj (2016)[11]
- A Margó-díj jelöltje (2017)[12]
- Bossányi Katalin-díj (2018)[13]
- A Reporters Without Borders nemzetközi sajtószabadság-díjának jelöltje (2018)[14]
- Wiltner Sándor-díj (2019)[15]
- Top25, a legmeghatározóbb emberek a hazai digitális piacon, 2019: 8. hely ( https://mmonline.hu/cikk/itt-a-legujabb-top25-palocsay-geza-az-elen/ )
- Top25, a legmeghatározóbb emberek a hazai digitális piacon, 2020: 5. hely ( https://media1.hu/2020/11/18/top25-legmeghatarozobb-digitalis-szakemberek-rangsor/ Archiválva 2021. november 9-i dátummal a Wayback Machine-ben )
- Top50, legbefolyásosabb emberek a magyar médiaiparban, 2020: 48. hely ( https://media1.hu/2020/05/29/legmeghatarozobb-mediavezetok-toplistaja/ Archiválva 2021. november 9-i dátummal a Wayback Machine-ben )
- Top25, a legmeghatározóbb emberek a hazai digitális piacon, 2021: 9. hely ( https://media1.hu/2021/10/30/kihirdettek-a-legmeghatarozobb-hazai-digitalis-szakemberek-toplistajat/ Archiválva 2021. november 9-i dátummal a Wayback Machine-ben )
- Top50, legbefolyásosabb emberek a magyar médiaiparban, 2021: 50. hely ( https://media1.hu/2021/05/27/megjelent-a-legbefolyasosabb-hazai-mediavezetok-toplistaja/ Archiválva 2021. november 9-i dátummal a Wayback Machine-ben )
- Top50, legmeghatározóbb magyar digitális szakemberek, 2022: 6. hely ( https://media1.hu/2022/11/12/megjelent-a-legmeghatarozobb-magyar-digitalis-szakemberek-top50-es-listaja/ )
- Top50, legbefolyásosabb emberek a magyar médiaiparban, 2022: 46. hely ( https://mmonline.hu/cikk/holtverseny-a-legbefolyasosabb-mediasok-listajanak-elen/ )
- Top50, legbefolyásosabb emberek a magyar médiaiparban, 2023: 45. hely ( https://mmonline.hu/cikk/vidus-vaszily-guttengeber-ok-vezetik-az-idei-top50-es-listat/ )

## Egyéb
- A Focival a gyógyulásért jótékonysági focitorna főszervezője [16]

## Külső hivatkozások
- Pető Péter: El kell mondanunk azt a valóságot, amit mi ismerünk – Interjú. In: Media20.blog.hu, 2017. március 6.
- A világ, ahol futballbírónak lenni kitörési lehetőség – Interjú. In: Szeretlek Magyarország.hu, 2017. június 6.
- Pető Péter: A lájkok uralma a magyar demokrácia halála – 24.hu, 2018. szeptember 21.
- Pető Péter 24.hu-s cikkei – 24.hu
- Pető Péter népszabadságos cikkei – Nol.hu
- Page Not Found. Történelmi stúdióblog – Csunderlik Péterrel közösen
- Focival a gyógyulásért